# Ringo (téléfilm)
Pour les articles homonymes, voir Ringo.
Pour plus de détails, voir Fiche technique et Distribution.
Ringo est un téléfilm musical et humoristique américain réalisé en 1978, mettant en vedette Ringo Starr dans un double rôle. Il raconte l’histoire d'une version romancée de l'ex-batteur des Beatles qui prend l'identité de son sosie fictif « Ognir Rrats » (Ringo Starr épelé à l'envers). Le film est diffusé le 26 avril 1978 sur le réseau américain NBC.

## Synopsis
Ringo Starr est le batteur le plus célèbre au monde mais il s'est lassé de sa vie de vedette. Pour sa part, Ognir Rrats est un inconnu timide, tyrannisé par son père, harcelé par des brutes et possédant un travail fastidieux consistant à vendre des plans aux domiciles des vedettes à Los Angeles. Lorsque Ringo et Ognir se rencontrent pour la première fois et s'aperçoivent de leurs ressemblances physiques remarquables, ils décident d'échanger leurs vies. Mais ils déchantent lorsque Ringo goûte à la vie de misère d'Ognir et que celui-ci s'adapte mal à sa vie trépidante de vedette de la pop. Ils reprennent leur vies respectives au moment du grand concert du soir.

## Fiche technique
- Titre : Ringo
- Réalisation : Jeff Margolis
- Scénario : Neal Israel et Pat Proft
- Montage : Pam Marshall et Andy Zall
- Production : Ken Ehrlich et Garry Blye (producteur associé)
- Producteurs délégués  : Peter L. Kauff et Robert B. Meyrowitz
- Sociétés de production : D.I.R. Broadcasting et Montico Productions
- Lieu de tournage : Los Angeles

## Distribution
- Ringo Starr : Ringo Starr/Ognir Rrats
- George Harrison : lui-même/narrateur
- John Ritter : Marty, l'agent de Starr
- Art Carney : père d'Ognir
- Mike Douglas : lui-même
- Carrie Fisher : Marquine, petite amie d'Ognir
- Vincent Price : Dr Nancy
- Angie Dickinson : policière

## Production
Écrit par Neal Israel et Pat Proft, le même duo qui écrira Real Genius, Bachelor Party, et Police Academy, ce film possède un casting de vedettes connues, dont John Ritter, Art Carney, Carrie Fisher, Vincent Price, Angie Dickinson, Mike Douglas et, un autre ex-Beatle, George Harrison jouant son propre rôle qui commence l'émission avec un clin d’œil au film All You Need Is Cash. Starr interprète des titres du répertoire des Beatles et d'autres de sa carrière solo pour terminer avec deux chansons de son plus récent album à l'époque, Bad Boy. L'histoire du film est vaguement basée sur le roman de Mark Twain, Le Prince et le Pauvre. George Harrison est le narrateur du récit qui est entrecoupé d'interludes musicales et qui se termine par un concert.

## Réception
Cette émission ne s'est classée que 53e des 65 émissions en heure de grande écoute du réseau pour la semaine. Le New York Times, lui donne deux étoiles sur cinq dû à son humour plutôt juvénile.